# AC Cesena
Associazione Calcio Cesena (AFI: [tʃɛˈzeːna]) a fost un club de fotbal din Cesena, Italia care a evoluat aproape întreaga sa istorie în primele două divizii ale fotbalului italian. În 2018, clubul a dat faliment și s-a desființat. Un alt club a apărut în oraș: Cesena FC.

## Jucători notabili
- Massimo Agostini
- Amarildo
- Massimo Ambrosini
- Marco Ballotta
- Massimo Bonini
- Roberto Bordin
- Massimo Ciocci
- Vladislav Đukić
- Valerio Fiori
- Alberto Fontana
- Davor Jozić
- Sebastiano Rossi
- Walter Schachner
- Paulo Silas
- Dario Hubner
- Alessandro Bianchi
- Ruggiero Rizzitelli
- Graziano Pellé
- Luigi Turci
- Papa Waigo N'Diaye
- Adriano Ferreira Pinto
- Daniel Pancu
- Adrian Mutu